# Beppo
Beppo, pseudonyme de Jean Laugier, né à Aix-en-Provence le 22 juin 1943, est un sculpteur français.

## Biographie
Jean Laugier, dit Beppo, est le fils de Charles Laugier, professeur de philosophie, et de Jeanne Laugier, institutrice et peintre qui a souvent rencontré Henri Matisse. Il épouse Jacqueline Collomb en 1967 avec qui il a un premier fils Frédéric, puis se remarie en 1980 avec Dominique Guiran dont il a un second fils Romain.
Il fait ses études au collège puis au lycée Général-Ferrié de Draguignan. Il entre à l’École des beaux-arts de Toulon en 1962 où il est l’élève d’Henri Pertus et de Victor Nicolas. À l'instigation de ce dernier, Beppo rejoint l’École des beaux-arts de Paris en 1964 où il est l’élève de Marcel Damboise. En compagnie de Jean-François Duffau, il suit les cours du soir de la ville de Paris dispensés par Georges Nadal.
Il revient à Draguignan en mai 1968. Envahi par la création contemporaine qui est présente partout, il abandonne progressivement la terre et le plâtre. Manquant de matière et de matériel, il travaille très souvent dans la carrosserie de son ami Gilles Roletto, comme l’avait fait César vingt ans plus tôt. Il récupère les éléments nobles sur les voitures accidentées (pare-chocs en inox, tubulures d’échappement et radiateurs en cuivre et laiton) pour en faire des œuvres qui s'éloignent, ne serait-ce que par l'utilisation de ces nouveaux matériaux, de la figuration. 
En 1970, Beppo fait construire son atelier à l'entrée de Draguignan pour y travailler et y vivre. En 1971, il travaille avec  Georges Nadal et Albert Féraud pour la mise en place d’une œuvre monumentale à la maison des sports et de la jeunesse de Draguignan. Cette collaboration constitue le déclic qui le fait passer à une expression résolument non figurative. Sa première commande arrive en 1977 pour le Collège des Pins d’Alep à Toulon. Il aide ponctuellement Albert Féraud pour la réalisation de divers monuments dont celui du général Kœnig dans le square Alexandre-et-René-Parodi à Paris 16e. Ses fréquents passages dans l’atelier Art Mature de Bagneux lui permettent de rencontrer le joueur de rugby à XV Jean-Pierre Rives qui fait ses débuts dans la sculpture,.
Entre 1977 et 2009, à la suite de commandes publiques et privées, il réalise vingt-cinq œuvres remarquables à travers toute la France. Depuis 1984, ses expositions se déroulent en France comme à l'étranger. Il réalise aussi chaque année pour l'Union Patronale du Var les trophées qui récompensent les entreprises varoises les plus performantes.
Beppo élabore avec rigueur des formes pures dans l'espace. Après avoir utilisé des éléments de carrosseries automobiles, toutes sortes de matériaux tels que tôle, bois, verre, il privilégie l'inox. L'inox qui, poli ou brossé, joue en permanence avec la lumière ambiante et l'environnement naturel, créant ainsi une constante impression de légèreté. Une sculpture de quelques dizaines de centimètres et une autre de quinze mètres de hauteur se déploient avec la même grâce dans l'espace.
Du 14 mai au 2 octobre 2022, la ville de Draguignan célèbre ses soixante ans de carrière avec l'exposition colossale Beppo dans la ville,. En plus des deux déjà présentes en permanence, dix-neuf sculptures en inox, métal brut et métal peint sont présentées dans les lieux phares de la cité,.

## Œuvres
- Collaboration à l’œuvre de la façade sud-est de la maison des sports et de la jeunesse, Draguignan, 1971
- Collège des Pins d'Alep[18], Toulon, 1977
- Le Cyclope de l'aire de Roudaï[19],[20], hauteur 5 m, autoroute A8 Escota, Brignoles, 1983
- Le Dragon de Draguignan de l'aire de Canaver[21],[20], hauteur 6 m, autoroute A8 Escota, Puget-sur-Argens, 1984
- Collège Jean Rostand, hauteur 5 m, largeur 15 m, Draguignan, 1987
- Renaissance de la forêt, hauteur 3 m, largeur 5 m, Fondation EDF, montagne Sainte-Victoire, Châteauneuf-le-Rouge, 1989
- Le départ des six Lucois, Monument pour le bicentenaire de la Révolution française, hauteur 5 m, Le Luc, 1989
- Monument pour le bicentenaire de la Révolution française, Châteaudouble, 1989
- Fontaine mobile, Centre Arcadia, Trans-en-Provence, 1989
- Fontaine, clinique Notre-Dame, Draguignan, 1989
- Monument à la mémoire des sapeurs-pompiers du Var[22],[23],[24], hauteur 12 m, Direction départementale des services d'incendie et de secours, Draguignan, 1991
- Un signal pour le 50e anniversaire de la Libération[25], hauteur 6 m, La Motte, 1994
- Monument à la mémoire des sapeurs-pompiers du Luc, Centre d'incendie et de secours, Le Luc, 1994
- La rose de la paix, hauteur 6 m, 50e anniversaire de la création de l’ONU, Le Cannet-des-Maures, 1995
- Éclats de mer (fresque), Institut Universitaire de Technologie, Draguignan, 1995
- L'envol pour l’an 2000[26], Draguignan, 1999
- Tour Swiss Life, La Part-Dieu, Lyon, 1999
- Parc de la Lloyd Continental, Roubaix, 2000
- Jardin de la Swiss Life, Lille, 2000
- Fontaine[27], Port Nicea, Nice, 2001
- Fontaine, rue Guiso, Nice, 2001
- Monument à Louis Nucéra, Carros, 2003
- Au 86-88 Boulevard Haussmann, collection de la Swiss Life, Paris, 2003
- Grande vague[28], hauteur 10 m, Saint-Raphaël, 2004
- Sculpture monumentale, hauteur 17 m, collection de la Swiss Life, Roubaix, 2005
- La porte des nuages[29], hauteur 7 m, parc de sculptures Samsara, Roussillon, 2007
- Grande croix[30],[31], hauteur 18 m, chapelle Saint-Joseph, Èze, 2009

## L'envol pour l'an 2000
Commande de la ville de Draguignan, cette œuvre est l'une des plus considérables réalisées par l'artiste (10 x 5 x 2 mètres). Située sur un rond-point contourné par quatre axes de voirie très fréquentés, entourée par des immeubles de hauteur moyenne ainsi que par de très grands platanes, elle s'insère avec une rare élégance dans cet environnement où dominent les lignes verticales. Elle est parfaitement à l'échelle de ce lieu très ouvert. Deux blocs à sa base, le premier dans l'axe de l’œuvre, l'autre légèrement de biais, dirigent le regard vers l'aile en devers audacieux qui s'élève jusqu'à dix mètres. Ce déhanchement projette vers l'azur une tonne et demie d'inox. Tout au long de la journée une myriade de vibrations de couleurs sur ses faces dynamise sa présence,.